# مگردورف
مگردورف (به آلمانی: Meggerdorf) یک شهر در آلمان است که در اشلسویگ-فلنسبورگ واقع شده‌است. مگردورف ۶۹۳ نفر جمعیت دارد.